# Баварське королівство
Бава́рське королівство (нім. Königreich Bayern, бав. Kinereich Bayern) — держава на південному-сході Німеччини, яка існувала з 1806 по 1918 роки. Герцог Максиміліан I Йосип з дому Віттельсбахів став першим королем Баварії в 1806 році. Монархією, до розпаду королівства в 1918 році, правив дім Віттельсбахів. Більшість кордонів сучасної Баварії були встановлені після 1814 Паризьким договором, за яким Баварія поступилася Австрії Тіролем і Форарльбергом, але отримала Ашаффенбург і частину території Гессен-Дармштадтського ландграфства. Як держава в Німецькій імперії, королівство було другим за розміром після Пруссії. 1871 року Баварія увійшла до складу об'єднаної Німеччини. Сучасний наступник Баварського королівства — однойменна федеральна земля ФРН. Західна частина королівства — Пфальц — у складі землі Рейнланд-Пфальц.

## Історія

### Максиміліан I
Коли Баварія опинилася між двох вогнів, Максиміліан I в 1800 році уклав з Францією мир, а потім в 1805 році прийняв з візитом Наполеона Бонапарта. У результаті цього в 1806 році Баварія стала королівством, а Максиміліан I — королем. Його дочка Августа вийшла заміж за прийомного сина Наполеона — Євгенія Богарне. Після поразки Наполеона Максиміліан I переходить на бік Австрії, що дає йому можливість за Віденським договором 1815 року зберегти своє королівство. 1825 року до влади приходить його син — Людвіґ I.

### Людвіґ I
Людвіґ розгортає широке будівництво в Мюнхені. Там з'являється Людвігштрассе, будуються за античними зразками музеї — Пінакотека, Гліптотека, Пропілеї. І раптом, коли королю пішов вже шостий десяток, в поле його зору потрапляє молода танцюристка Лола Монтез. Міністри домагаються її вигнання, а самому Людвіґу ця пригода вартувала корони: в 1848 році він відходить від справ на користь сина.

### Максиміліан II

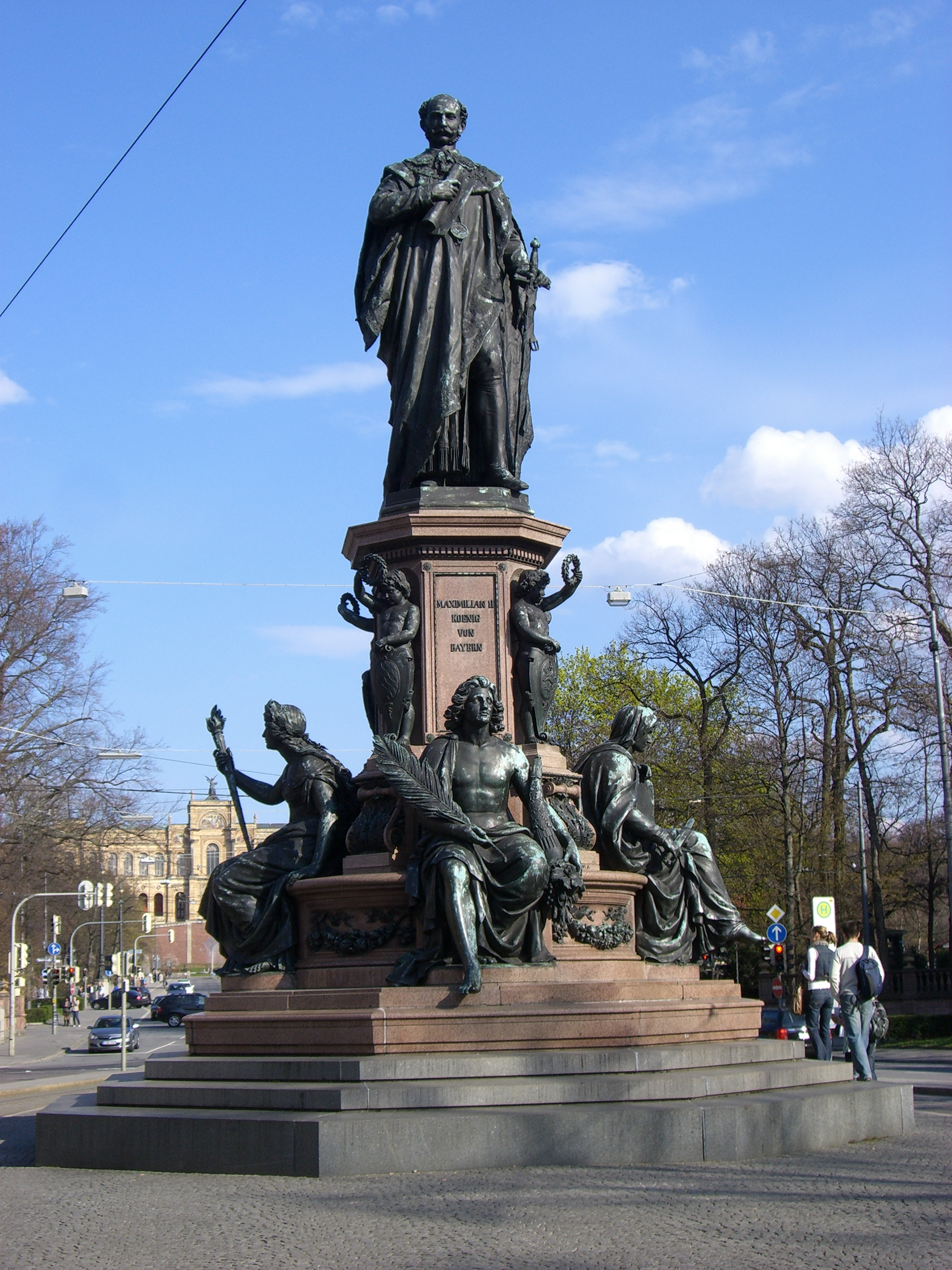
Пам'ятник Максиміліану II

Максиміліан II поводився як ліберальний політик: влаштовує в баварській столиці першу на німецькій землі промислову виставку, будує новий проспект Максиміліанштрасе. Але король раптово помер в 1864 р. Новим правителем став Людвіґ II — старший син Максиміліана, якому було лише 19 років.

### Людвіґ II
В 1866 році Баварія зазнає поразки в швидкоплинній війні з Пруссією.
І коли в 1871 році вирішується питання про створення об'єднаної Німецької імперії, Людвіг був змушений підписати лист про визнання імператором Вільгельма I. Суверенітет Баварії був обмежений. Будівництво красивих, але непотрібних замків не тільки виснажувало власні кошти Людвіга, але і майже розоряло державну скарбницю. Уряд намагається усунути короля від держсправ і оголошує його недієздатним. 13 червня 1886 року тіло Людвіга було знайдено у водах Штарнбергського озера: на вечірню прогулянку він вирушив без охоронців і в замок уже не повернувся. Сьогодні цей монарх-романтик неймовірно популярний в Баварії. А на згадку про його улюбленого композитора Вагнера в Байройті проводиться престижний Байройтський фестиваль, запрошення на який меломани чекають по десять років.

### Луітопольд I і Людвіґ III
Після смерті Людвіґа II влада перейшла до його дядька — 65-річного Луітпольда, який був регентом брата — Людвіґа Отто. Він був регентом до 1912 року. Потім престол перейшов до його сина Людвіґа III. Після поразки Німеччини в Першій світовій війні, на тлі політичної кризи і листопадової революції 1918 року, Людвіґ тікає з країни, і таким чином багатовікове правління дому Віттельсбахів в Баварії завершується.

## Замки Баварії часів королівства

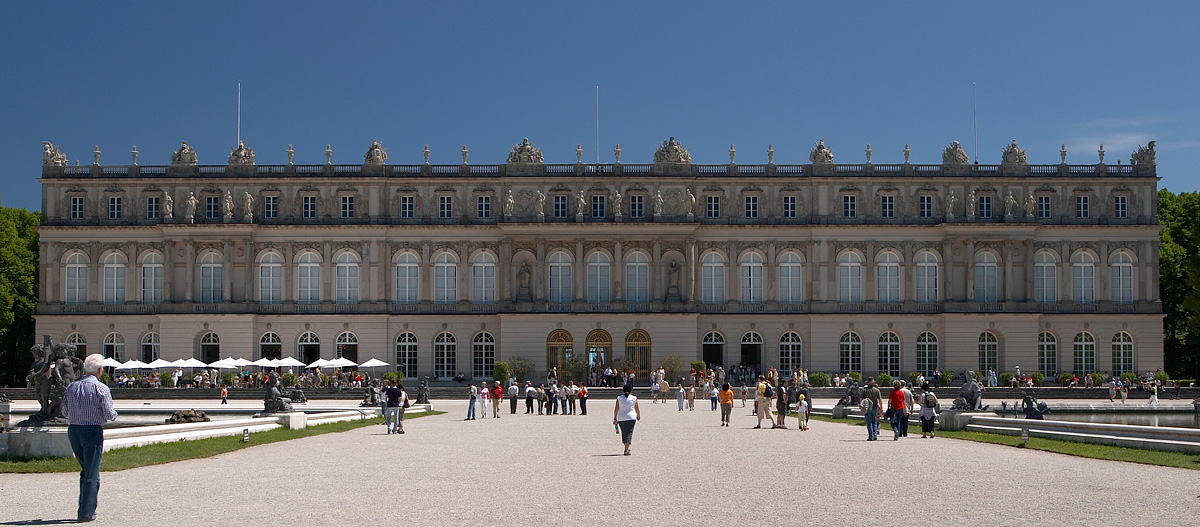
Палац Герренкімзе

Основная стаття: Замки Баварії
Найвідомішим замком часів королівства в Баварії є Нойшванштайн, будівництво якого було розпочато в 1869 році королем Людвігом II Баварським. Замок був спроєктований Крістіаном Янком, придворним архітектором Людвіґа II. Нойшванштайн розташований неподалік від озера Альп-Зее та замку Хоеншванґау, побудованого батьком Людвіґа II, Максиміліаном II Баварським. За розтрату казни на будівництво Людвіґ II був відсторонений від влади ще до закінчення будівництва. Після загадкової смерті Людвіґа II у 1886 році замок з чудовим інтер'єром був відкритий для відвідування.
Не менш відомий у Баварії палац Герренкімзе або «Баварський Версаль», який Людвіґ II збудував за зразком Версальського палацу під Парижем, зведеного його кумиром французьким королем Людовиком XIV.
Єдиний добудований за життя Людвіґа II замок був Ліндерхоф, який відрізняється дивовижним і унікальним Гротом Венери.